# Urban Cowboy (musical)
Urban Cowboy és un musical amb un llibret escrit per Aaron Latham i Phillip Oesterman i música i lletres de Jeff Blumenkrantz i Jason Robert Brown i una varietat de tonades de música country, incloent Clint Black i Charlie Daniels.

## Visió general
Basat en el guió de Latham i James Bridges del 1980, que havia estat adaptat a partir d'un article d'una revista sobre la vida nocturna de Texas escrit per Latham, la trama se centra en Bud Davis, un noi de camp que es trasllada a la gran ciutat per treballar a una refineria de petroli i comença a passar les seves nits a Gilley's, el local honky tonk, on aviat coneix a la vaquera Sissy. Els judicis als quals s'enfronten i els obstacles que han de superar al llarg del seu festeig i el matrimoni tenen lloc amb un rerefons de música western.

## Historial de producció
Després d'una estada al Coconut Grove Playhouse de Miami, el show es va traslladar a Broadway. Després de 26 prèvies, es va estrenar el 27 de març del 2003 al Broadhurst Theatre, on va tancar el 18 de maig després de 60 representacions.
Les crítiques desfavorables el van descriure com "vulgar i desagradable" i "muntat segons una valoració baixa i específica de les expectatives del públic" i "un musical els creadors no estaven prou preparats per pujar al cavall" farcit de cançons "utilitzades. casualment i desproveït de valor dramàtic ".
Dirigit per Lonny Price, el repartiment estava format majoritàriament de nouvinguts, incloent Matt Cavenaugh i Jenn Colella, tots dos debutant a Broadway. També va participar en el repartiment la veterana de Broadway Sally Mayes, que va obtenir una nominació al Premi Drama Desk pel seu retrat de la tia Corene.
L'espectacle va ser nominat al Premi Tony a la millor coreografia (Melinda Roy) i a la millor banda sonora original, amb un total sense precedents de trenta compositors i lletristes citats en aquesta darrera categoria. Mai no es va publicar un àlbum de repartiment original .
El musical tenia música antiga i original, amb música country i cançons de la pel·lícula, així com cançons originals.

## Cançons
Acte I
- Leavin' Home (Música i lletra de Jeff Blumenkrantz)
- Long Hard Day (Música i lletra de Bob Stillman)
- All Because of You (Música i lletra de Jeff Blumenkrantz)
- Another Guy (Música i lletra de Jeff Blumenkrantz)
- Boot Scootin' Boogie (Música i lletra de Ronnie Dunn)
- It Don't Get Better Than This (Música i lletra de Jason Robert Brown)
- Dancin' the Slow Ones With You (Música i lletra de Danny Arena i Sara Light)
- Cowboy Take Me Away (Música i lletra de Marcus Hummon i Martie Maguire)
- Could I Have This Dance? (Música i lletra de Wayland D. Holyfield)
- My Back's Up Against the Wall (Música i lletra de James B. Cobb, Jr. i Buddy Buie)
- If You Mess With the Bull (Música i lletra de Luke Reed i Roger Brown)
- That's How She Rides (Música i lletra de Jason Robert Brown)
- I Wish I Didn't Love You (Música i lletra de Jason Robert Brown)

Acte II
- That's How Texas Was Born (Música i lletra de Jason Robert Brown)
- Take You for a Ride (Música i lletra de Danny Arena, Sara Light i Lauren Lucas)
- Mr. Hopalong Heartbreak (Música i lletra de Jason Robert Brown)
- T-R-O-U-B-L-E (Música i lletra de Jerry Chesnut)
- Dances Turn Into Dreams (Música i lletra de Jerry Silverstein)
- The Hard Way (Música i lletra de Clint Black i James Hayden Nicholas)
- Git It (Música i lletra de Tommy Conners i Roger Brown)
- Something That We Do (Música i lletra de Clint Black i Skip Ewing)
- The Devil Went Down to Georgia (Música i lletra de Charles Daniels, Tom Crain, Fred Edwards, Taz DiGregorio, Jim Marshall i Charlie Hayward)
- Lookin' for Love (Música i lletra de Wanda Mallette, Patti Ryan i Bob Morrison)

## Premis i nominacions

### Producció original de Broadway
| Any  | Premi            | Categoria                                        | nominat              | Resultat |
| ---- | ---------------- | ------------------------------------------------ | -------------------- | -------- |
| 2003 | Premi Drama Desk | Actriu de repartiment més destacada a un Musical | Sally Mayes          | nominada |
| 2003 | Premi Tony       | Millor Coreografia                               | Melinda Roy          | nominada |
| 2003 | Premi Tony       | Millor banda sonora                              | Diversos compositors | nominada |